# 다나카 도모히로
다나카 도모히로(일본어: 田中 智大, 1991년 1월 10일 ~ )는 일본의 전 축구 선수이다.

## 구단 경력
그는 2014년부터 2019년까지 J리그의 FC 기후, 가이나레 돗토리, 블라우블리츠 아키타, 카탈레 도야마에서 활동하였다.